# Друммонд ди Андради, Карлус

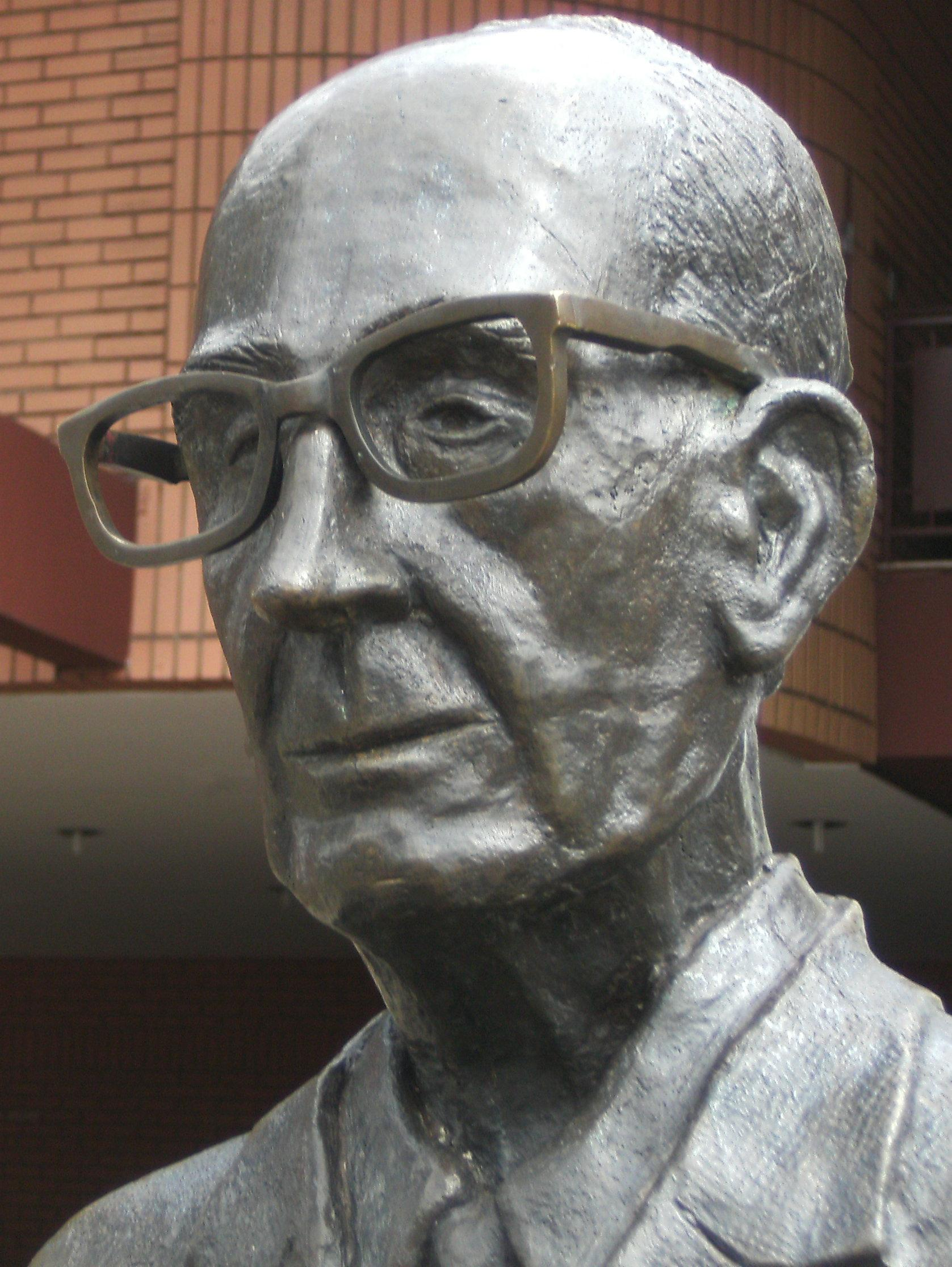
Памятник Карлусу Друммонду ди Андради у него на родине в г. Итабира

Ка́рлус Друммо́нд ди Андра́ди (порт.-браз. Carlos Drummond de Andrade, 31 октября 1902, Итабира — 17 августа 1987, Рио-де-Жанейро) — бразильский поэт, переводчик и журналист.

## Биография
Карлус Друммонд ди Андради родился в семье фермеров, выходцев из Португалии и Шотландии в городе Итабира штата Минас-Жерайс (Бразилия). Учился на фармацевта в Белу-Оризонти, в 1934 году поселился в Рио-де-Жанейро. Всю жизнь провёл на государственной службе по министерству образования и здравоохранения, после Второй мировой войны — в управлении исторического и художественного наследия. Кроме литературы, занимался журналистикой. Лауреат множества наград со стороны различных литературных обществ, в годы военной диктатуры отказался от государственной премии (1975).
Поэт умер через несколько дней после смерти единственной дочери. Похоронен на кладбище Святого Иоанна Крестителя в Рио-де-Жанейро.

## Творчество

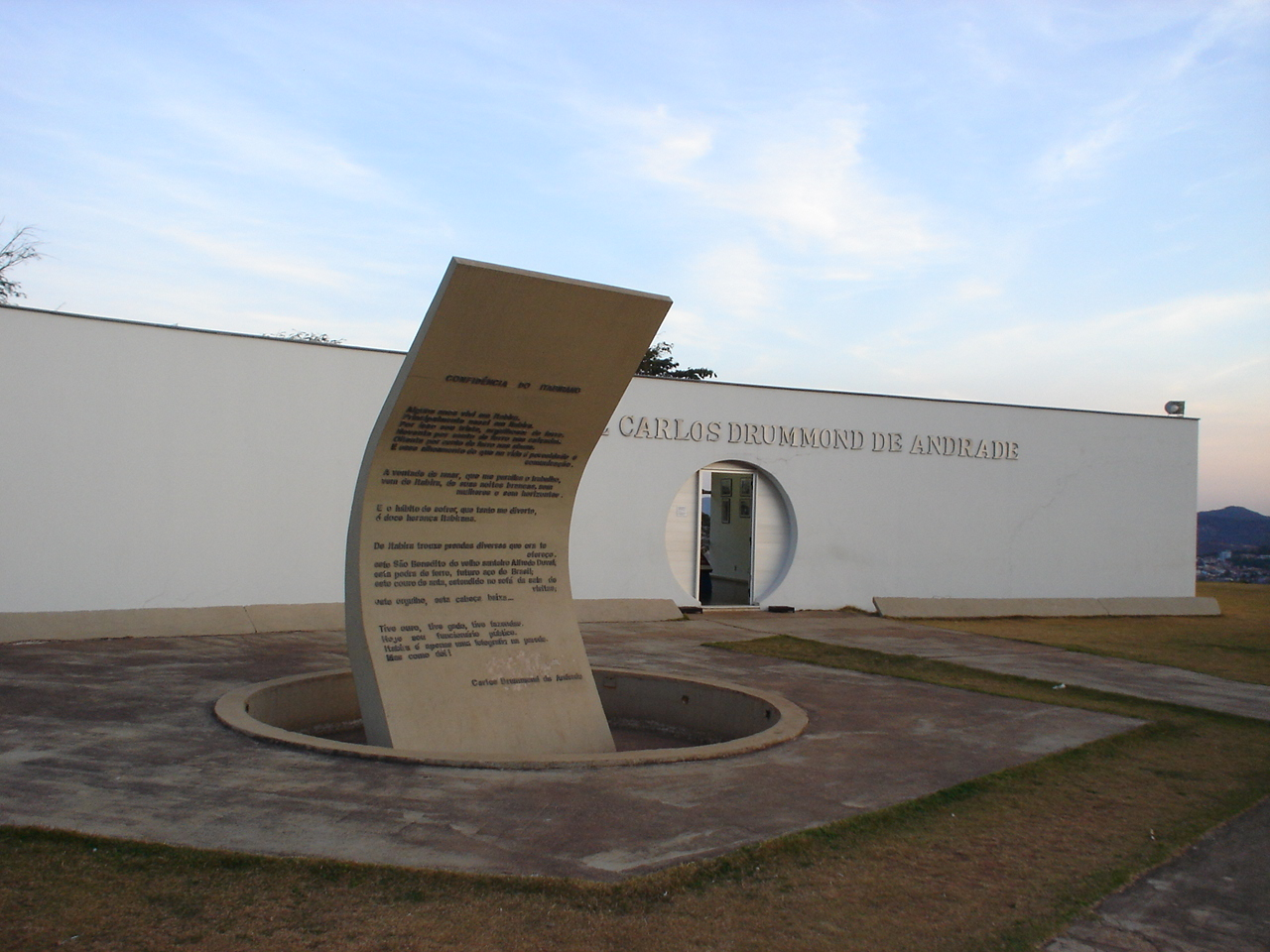
Мемориал поэта в городе Итабира

Карлус Друммонд ди Андради ввёл в бразильскую поэзию уитменовский верлибр. Тяготел к сложной необарочной поэтике с отсылками к Данте и Камоэнсу. Отклики на самые злободневные темы приобретали в стихах Друммонда ди Андради метафизическое измерение.
Также поэт переводил произведения Мольера, Шодерло де Лакло, Бальзака, Пруста, Метерлинка, Гамсуна, Мориака, Гарсиа Лорки. Был автором нескольких книг для детей.
Первым переводчиком Друммонда ди Андради на английский язык была Элизабет Бишоп, позднее к его стихам обратился Марк Стрэнд.

## Известность и признание
В 1998 году в родном городе поэта был воздвигнут мемориал Андради (архитектор — Оскар Нимейер).
В 2002 году было торжественно отпраздновано столетие Друммонда ди Андради, ему был посвящён документальный фильм Паулу Тьягу «Поэт с семью лицами».
Портрет поэта имеется на аверсе купюры в 50 новых крузадо.

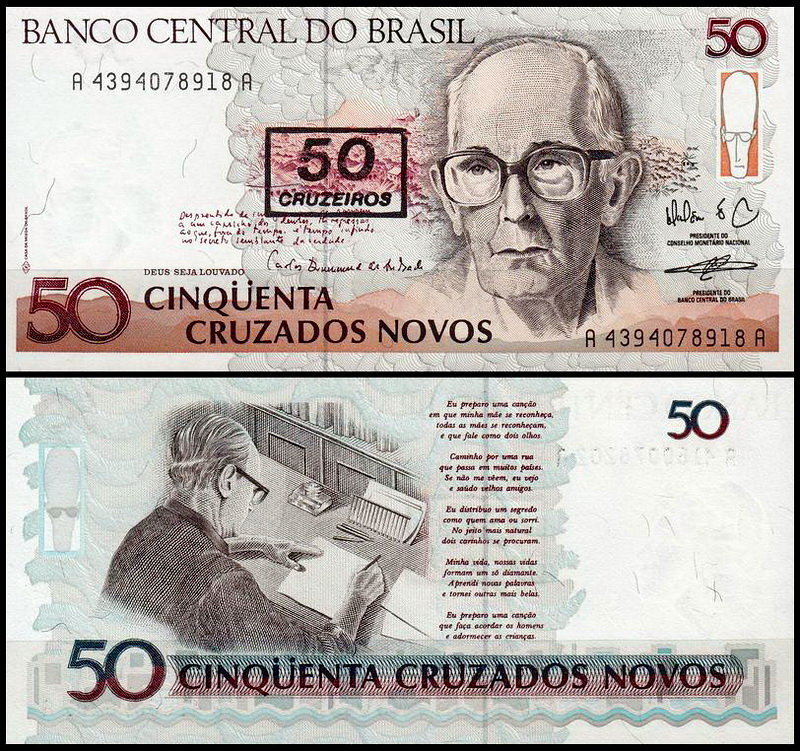
50 новых крузадо (50 крузейро) с изображением Ка́рлуса Друммо́нда ди Андра́ди.

## Произведения

### Стихи
- Alguma Poesia (1930)
- Brejo das Almas (1934)
- Sentimento do Mundo (1940)
- José (1942)
- A Rosa do Povo (1945)
- Claro Enigma (1951)
- Fazendeiro do ar (1954)
- Quadrilha (1954)
- Viola de Bolso (1955)
- Lição de Coisas (1964)
- Boitempo (1968)
- A falta que ama (1968)
- Nudez (1968)
- As Impurezas do Branco (1973)
- Menino Antigo (Boitempo II) (1973)
- A Visita (1977)
- Discurso de Primavera (1977)
- Algumas Sombras (1977)
- O marginal clorindo gato (1978)
- Esquecer para Lembrar (Boitempo III) (1979)
- A Paixão Medida (1980)
- Caso do Vestido (1983)
- Corpo (1984)
- Amar se aprende amando (1985)
- Poesia Errante (1988)
- O Amor Natural (1992)
- Farewell (1996)

### Проза
- Confissões de Minas (1944)
- Contos de Aprendiz (1951)
- Passeios na Ilha (1952)
- Fala, amendoeira (1957)
- A bolsa & a vida (1962)
- Cadeira de balanço (1966)
- Caminhos de João Brandão (1970)
- O poder ultrajovem e mais 79 textos em prosa e verso (1972)
- De notícias & não-notícias faz-se a crônica (1974)
- Os dias lindos (1977)
- 70 historinhas (1978)
- Contos plausíveis (1981)
- Boca de luar (1984)
- O observador no escritório (1985)
- Tempo vida poesia (1986)
- Moça deitada na grama (1987)
- O avesso das coisas (1988)
- Auto-retrato e outras crônicas (1989)
- As histórias das muralhas (1989)

## Публикации на русском языке
- Стихи. Поэзия Латинской Америки М.: Художественная литература, 1975, с.158-161
- «И высший смысл в безумии самом…» Стихи Мариу Кинтаны, Мануэла Бандейры, Сесилии Мейрелис, Карлуса Друмона ди Андради (переводы Ирины Фещенко-Скворцовой) // Иностранная литература. — 2017. — № 10. — Стр. 211—217 ISSN: 0130-6545